# 大牟羅良
大牟羅 良（おおむら りょう、1909年7月20日 - 1993年2月20日）は、日本の編集者、農村研究家。エッセイスト。
本名:大村次則。東京物理学校予科卒。

## 来歴
岩手県の山村に生まれ、17歳で代用教員となる。1938年、満州に渡り、共和会中央本部に勤務、1944年応召、宮古島で敗戦を迎える。
復員後、盛岡に帰って古着の行商人となり、4年間岩手の山村を歩いた。1951年から岩手県国民健康保険団体連合会に勤務、同会発行の雑誌「岩手の保健」を編集、農民の声を活字にする。
1958年、著書『ものいわぬ農民』で毎日出版文化賞、日本エッセイスト・クラブ賞受賞。

## 著書
- ものいわぬ農民 岩波新書, 1958
- 北上山系に生存す 声なき地帯の声（編）未來社, 1962
- 野良着の声 アンケート（編）未來社, 1962
- あの人は帰ってこなかった 菊池敬一共編 岩波新書, 1964
- 荒廃する農村と医療 菊地武雄共著 岩波新書, 1971